# Semence récalcitrante
Les semences récalcitrantes, par opposition aux semences orthodoxes, sont des graines qui ne survivent pas à la dessiccation et au froid pendant la conservation ex situ.
Le stockage des semences récalcitrantes présente un défi plus grand que celui des semences communes. Cela est dû à leur grande sensibilité aux pertes d'eau, ce qui rend nécessaire de les conserver avec un degré d'humidité élevé. Mais cette humidité interne favorise l'attaque des micro-organismes et le démarrage prématurée de la germination. L'utilisation de basses températures pour le stockage qui pourrait empêcher ces deux problèmes, n'est pas la solution, car ces graines sont également endommagées par des températures proches ou en dessous de zéro.
Les semences récalcitrantes ne peuvent donc pas être considérées comme des organes de résistance car leur déshydratation entraîne des dégâts cellulaires irréversibles. Leur germination doit se produire dès quʼelles tombent sur le sol, sinon elles ne survivent pas.   

## Espèces concernées
Parmi les espèces dont les graines sont récalcitrantes on peut citer :
- agrumes (Citrus sp.)

- araucaria (Araucaria sp.)

- avocat (Persea americana),

- cacaoyer (Theobroma cacao)

- caféier (Coffea sp.)

- châtaignier (Castanea sp.)

- châtaignier d'Australie[1] (Castanospermum australe)

- chêne (Quercus sp.)

- cocotier (Cocos nucifera)

- érable (Acer sp.)

- hévéa (Hevea brasiliensis)

- litchi (Litchi chinensis)

- manguier (Mangifera indica)

- marronnier (Aesculus hippocastaneum)

- nénuphar blanc (Nymphea alba)

- noyer (Juglans sp.)

- théier (Thea sinesis)